# Михаил Погодин
Михаѝл Петро̀вич Пого̀дин (на руски: Михаил Петрович Погодин) е руски историк, писател и колекционер.

## Биография
Роден е на 5 декември 1800 година в Москва в семейството на домоуправителя на граф Иван Салтиков. През 1821 година завършва Московския университет, след което известно време е учител и започва да публикува свои повести и разкази. Работи в областта на средновековната руска история и е сред активните поддръжници на норманската теория. Убеден консерватор, през последните десетилетия от живота си е близък до славянофилите и е пропагандатор на панславизма.
Михаил Погодин умира на 20 декември 1875 година в Москва.